# Tour de Timor 2012

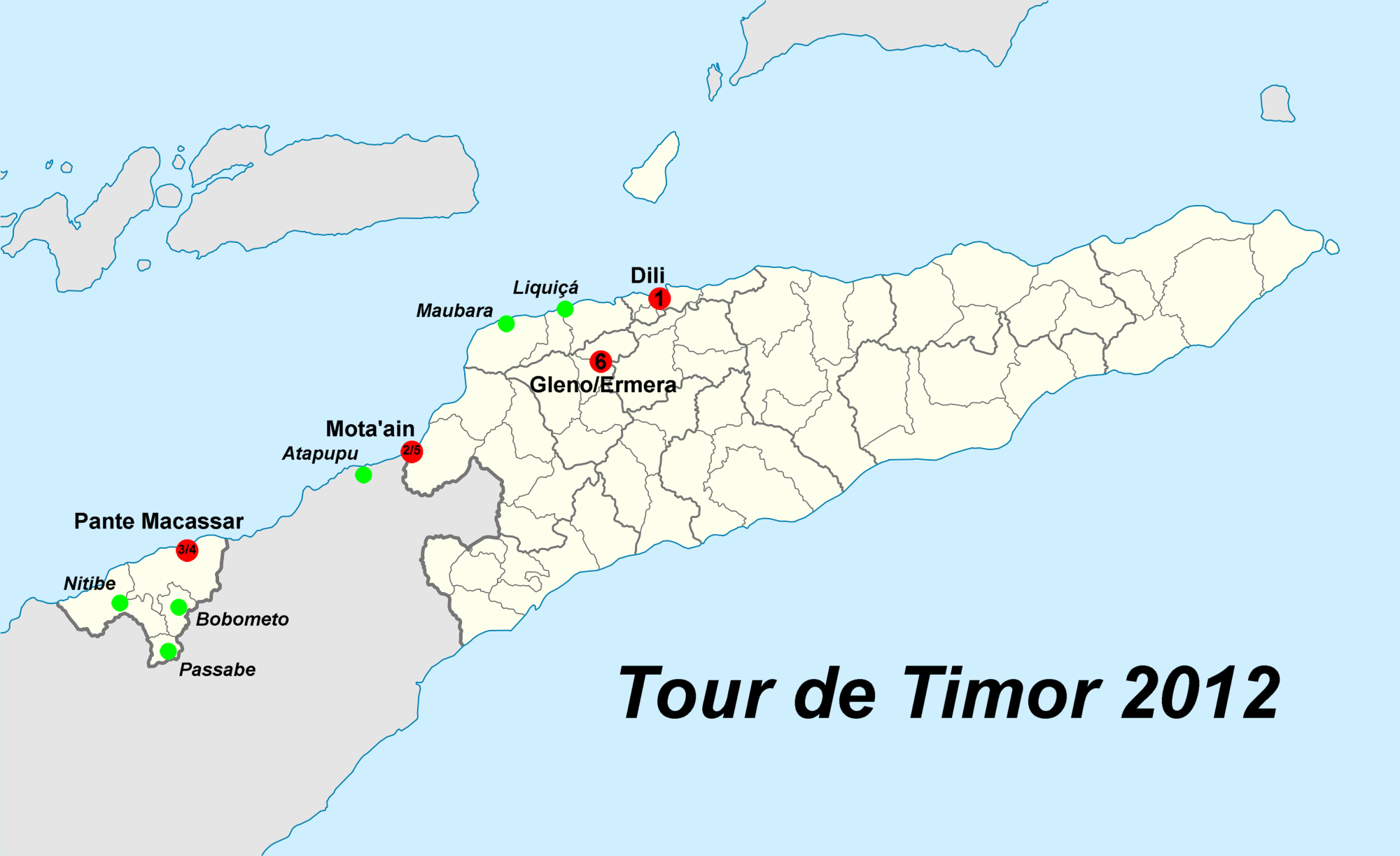
Tour de Timor 2012

Die Tour de Timor 2012 war die vierte Ausgabe des jährlichen Mountainbikerennens in Osttimor. Es fand vom 11. bis zum 16. September statt und lief unter dem Motto „Peace begins with me“.
Vor dem eigentlichen Rennen fand am 8. September 2012 ein Ride for peace mit 500 osttimoresischen Kindern statt. Start der Tour de Timor war am 10. September in Tasitolu (Dili). Die erste Etappe führte 104 Kilometer entlang der Küste von der Landeshauptstadt Dili nach Westen durch die Distrikte Liquiçá und Bobonaro bis zum Grenzort Mota’ain. Am nächsten Tag durchquerte die Tour das indonesische Westtimor bis zur osttimoresischen Exklave Oe-Cusse Ambeno, wo die Etappe nach 92 Kilometern in der Distriktshauptstadt Pante Macassar endete. Am 12. September wurde ein 78 Kilometer langer Rundkurs durch die Berge von Oe-Cusse Ambeno gefahren, vorbei an den Orten Baqui, Bobometo, Passabe, Nitibe und Lifau. Von Meereshöhe ging es dabei bis auf 902 m. Tags darauf ging es von Pante Macassar zurück nach Mota’ain auf einer 92 Kilometer langen Strecke durch Indonesien. Am 14. September führte die nächste Etappe auf 115 Kilometern nach Gleno durch die Subdistrikte Maliana, Cailaco und Hatulia. Dabei ging es auf 1384 m hoch. Am letzten Tag ging es auf 75 Kilometern durch den Nordwesten des Distrikt Aileu zurück nach Dili, wo das Rennen am Präsidentenpalast endete.
Teilgenommen haben etwa 300 Fahrer, 96 davon aus Osttimor. Sieger wurde bei den Männern der Malaysier Shahrin Amir, bei den Frauen Peta Mullens und „König der Berge“ der Australier Jarrod Hughes. Für die Sieger gab es ein Preisgeld von 10.000 US-Dollar. 3.000 US-Dollar erhielten die besten Fahrer aus Osttimor, António Martens bei den Männern und Francelina Cabral bei den Frauen.